# Flughafen Chimoré

i7
i11
i13
Der Flughafen Chimoré (spanisch: Aeropuerto Internacional de Chimoré, IATA-Code: CCA, ICAO-Code: SLHI) ist der Flughafen von Chimoré im Tiefland des Departamento Cochabamba im Zentrum Boliviens.
Der Flughafen liegt nur einen Kilometer nordöstlich des Stadtzentrums von Chimoré, einer Kleinstadt mit etwas mehr als 6000 Einwohnern (2012). Die Start- und Landebahn verläuft nord-südlich, hat eine Länge von 4000 m und ist damit deutlich länger als die der deutlich wichtigeren Flughäfen von Santa Cruz de la Sierra oder Cochabamba.

## Bau und Nutzung
Der Flughafen war ursprünglich als Militärbasis errichtet worden. Von hier aus führten bolivianische und US-amerikanische Sondereinheiten den Kampf gegen Drogenbanden. 2006 beendete der neu gewählte Präsident Evo Morales die Zusammenarbeit mit den USA. Die Basis sollte einer zivilen Nutzung zugeführt werden. 
Der Umbau des Flughafens kostete 34,5 Mio. US-Dollar und dauerte vier Jahre. Er wurde am 17. Oktober 2015 eingeweiht und ist seitdem einer der größten und modernsten Flughäfen Boliviens. Er erstreckt sich über 240 Hektar und besitzt ein 5100 m² großes Abfertigungsgebäude.
Seit der Fertigstellung wird der Flughafen allerdings kaum genutzt. Es gab zeitweise einige kommerzielle Flüge, diese wurden von der staatlichen Fluggesellschaft Boliviana de Aviación vom und zum Flughafen Cochabamba mit einer oft nur halb vollen Bombardier CRJ200 durchgeführt. Seitdem diese Flüge eingestellt wurden, findet kein kommerzieller Flugverkehr mehr statt (Stand 2023). Es sind lediglich einige Flugschulen aktiv, es werden Agrarflüge durchgeführt und die bolivianische Armee hat am Flughafen Chimoré einen Stützpunkt, unter anderem zur Drogenbekämpfung.

### Schwerlasttransporte 2018
Im Juni und Juli 2018 transportierte die Antonow An-225 zwölf Abhitzekessel, die jeweils 160 t wogen, für ein in Bau befindliches Kraftwerk in Entre Ríos von Iquique (Chile) nach Chimoré. Es wurden in jede Richtung zwölf Flüge durchgeführt. Aufgrund eines Nachtflugverbotes in Chimoré bestand ein eingeschränktes Zeitfenster für die Entladung, da die Landung und der Start zum Rückflug nur bei Tageslicht erfolgen durften.